# Койныгытгын
Койныгытгын (Койнатхун) — озеро на Дальнем Востоке России, на территории Иультинского района Чукотского автономного округа. Площадь водосборного бассейна — 3180 км². Высота над уровнем моря — 0,5 м.
По площади водного зеркала (53,5 км²) Койныгытгын занимает шестое место на Чукотке и 233-е среди озёр России.
Через Койныгытгын проходит 180-й меридиан, таким образом меньшая часть озера расположена в Восточном полушарии, а бо́льшая — в Западном.

## Гидроним
Вероятный перевод названия с чукот. Койӈыгытгын — «озеро, где много омутов».

## Гидрография
Озеро находится близ побережья Анадырского залива Берингова моря, в окружении осоково-пушицевых болот Анадырской низменности. Через озеро протекает река Тыневеем[уточнить], а также впадает несколько мелких рек и ручьёв. Береговая линия сглаженная, почти нигде не образуется бухт и заливов. В центральной части водоёма расположен относительно крупный остров Птичий, соединённый узкой косой с южным побережьем.
Питание озера снеговое и дождевое.

## Топографические карты
- Лист карты Q-1-XIX,XX. Масштаб: 1 : 200 000. Указать дату выпуска/состояния местности.
- Лист карты Q-60-XXIII,XXIV. Масштаб: 1 : 200 000. Указать дату выпуска/состояния местности.
- Лист карты Q-60-XXIX,XXX. Масштаб: 1 : 200 000. Указать дату выпуска/состояния местности.
- Лист карты Q-1-XXV,XXVI. Масштаб: 1 : 200 000. Состояние местности на 1969 год. Издание 1987 г.
- Лист карты Q-59,60.  Масштаб: 1 : 1 000 000. Издание 1988 г.